# Gino Colombini
Gino Colombini, född 1 januari 1915 i Milano, död 30 januari 2011, var en italiensk formgivare.
Gino Colombini formgav möbler tillsammans med Franco Albini 1948 och de vann samma år en Low Cost Furniture Competition i New York. Han formgav 1951 plastföremål i mjuk funktionalistisk stil för Kartell. Omkring 1960 samarbetade han med Husqvarna Borstfabrik och formgav bland annat termoskarotten Karotta, termoskannan Karaffa och durkslaget Scolaplasta.